# Ruda (národní přírodní památka)
Ruda je národní přírodní památka (dříve národní přírodní rezervace) a evropsky významná lokalita Natura 2000 v okresech České Budějovice a Tábor. Je součástí CHKO Třeboňsko. Zahrnuje oblast jihovýchodního okraje Horusického rybníka v nadmořské výšce cca 420 metrů. Rezervace byla vyhlášena v roce 1950, tehdy na ploše zabírající 0,5 ha, roku 1991 rozšířena na 14,645 ha, v roce 2010 dále zvětšena a přeřazena do kategorie národní přírodní památka. Veřejnosti je nepřístupná. Okolo památky vede žlutá turistická značka z Veselí nad Lužnicí do Záblatí.
Důvodem ochrany jsou rašeliniště s četnými prameništi. Jedná se o významnou lokalitu, kde se zachovala původní boreální společenstva s řadou významných druhů rostlin pro celé jižní Čechy. Oblast je porostlá borovicemi a břízami, které se střídají s podmáčenými lučinami a rašeliništi. z fauny můžeme jmenovat zvláště druhy jako skokan ostronosý (Rana arvalis), bekasina otavní (Gallinago gallinago), chřástal vodní (Rallus aquaticus) a linduška luční (Anthus pratensis).
Do poloviny 20. století se v těchto místech těžil humolit.

## Galerie

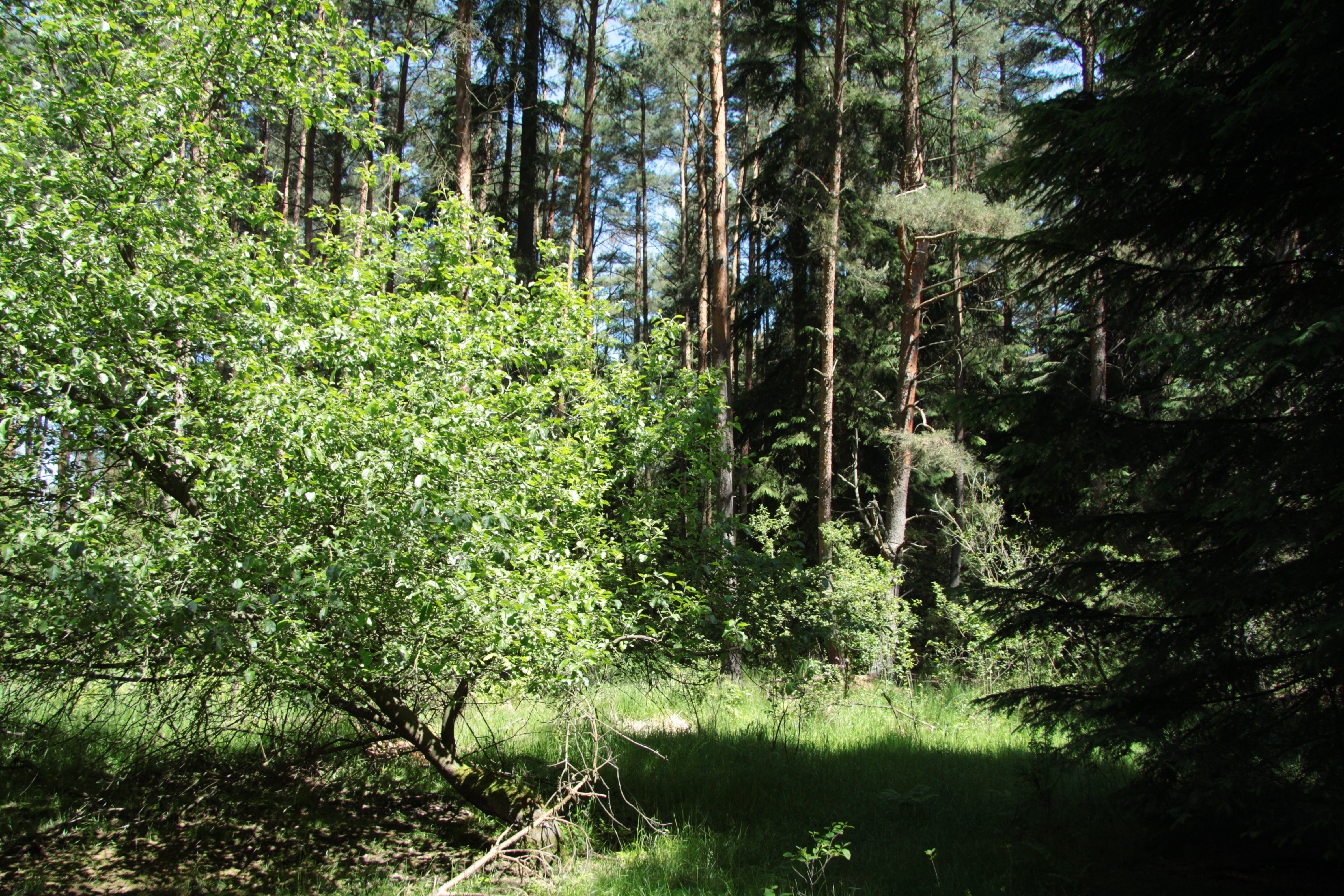
NPP Ruda
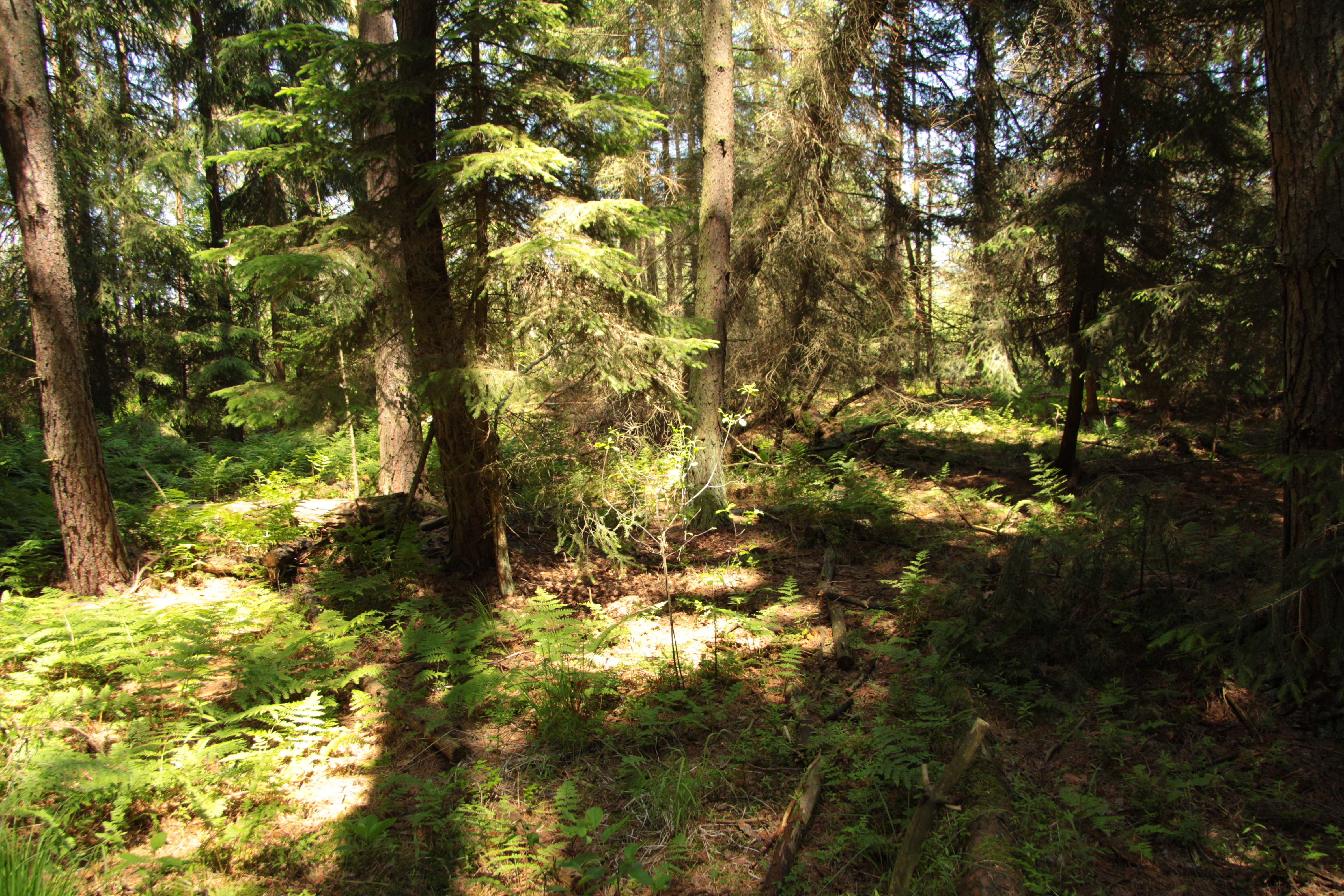
NPP Ruda
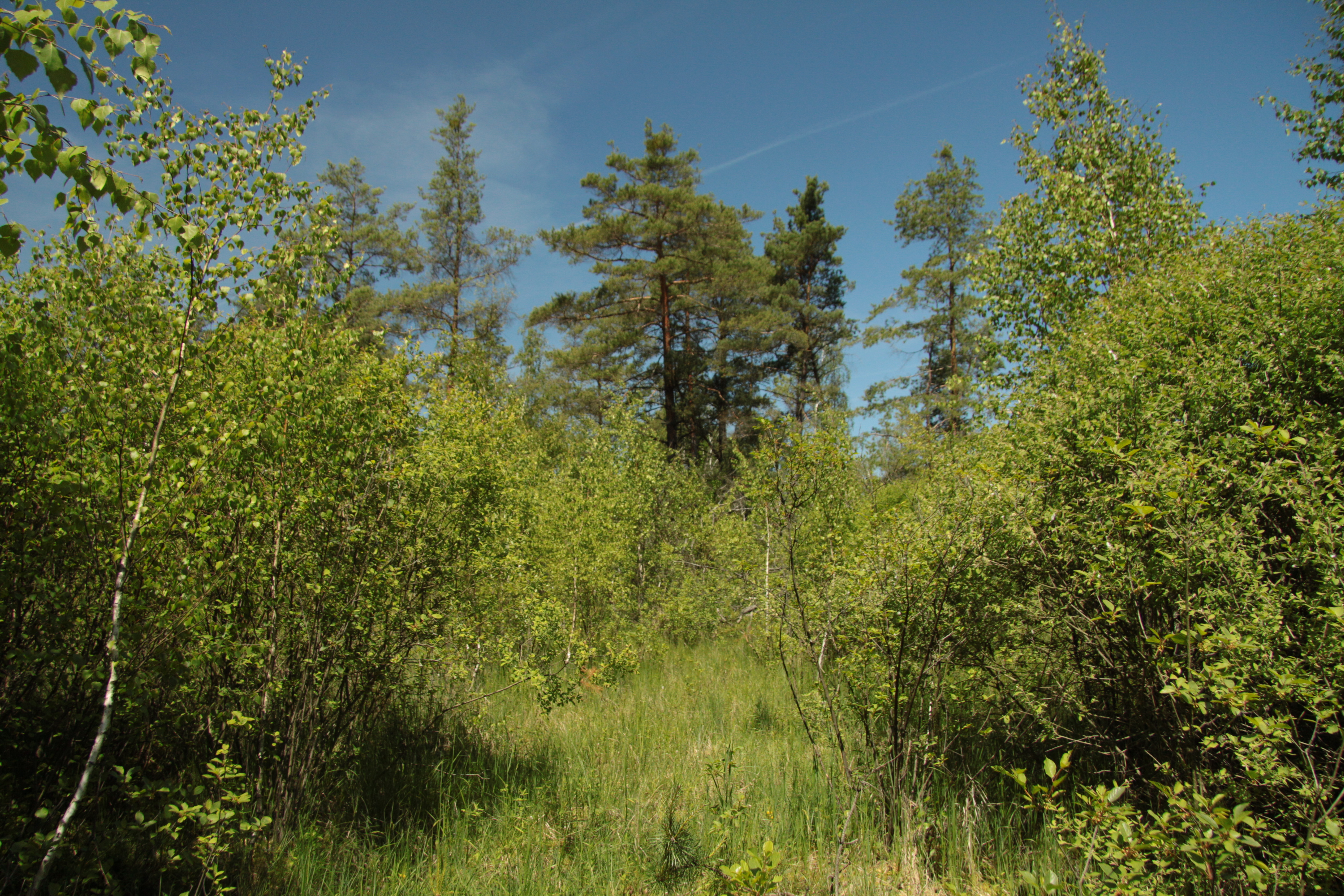
NPP Ruda
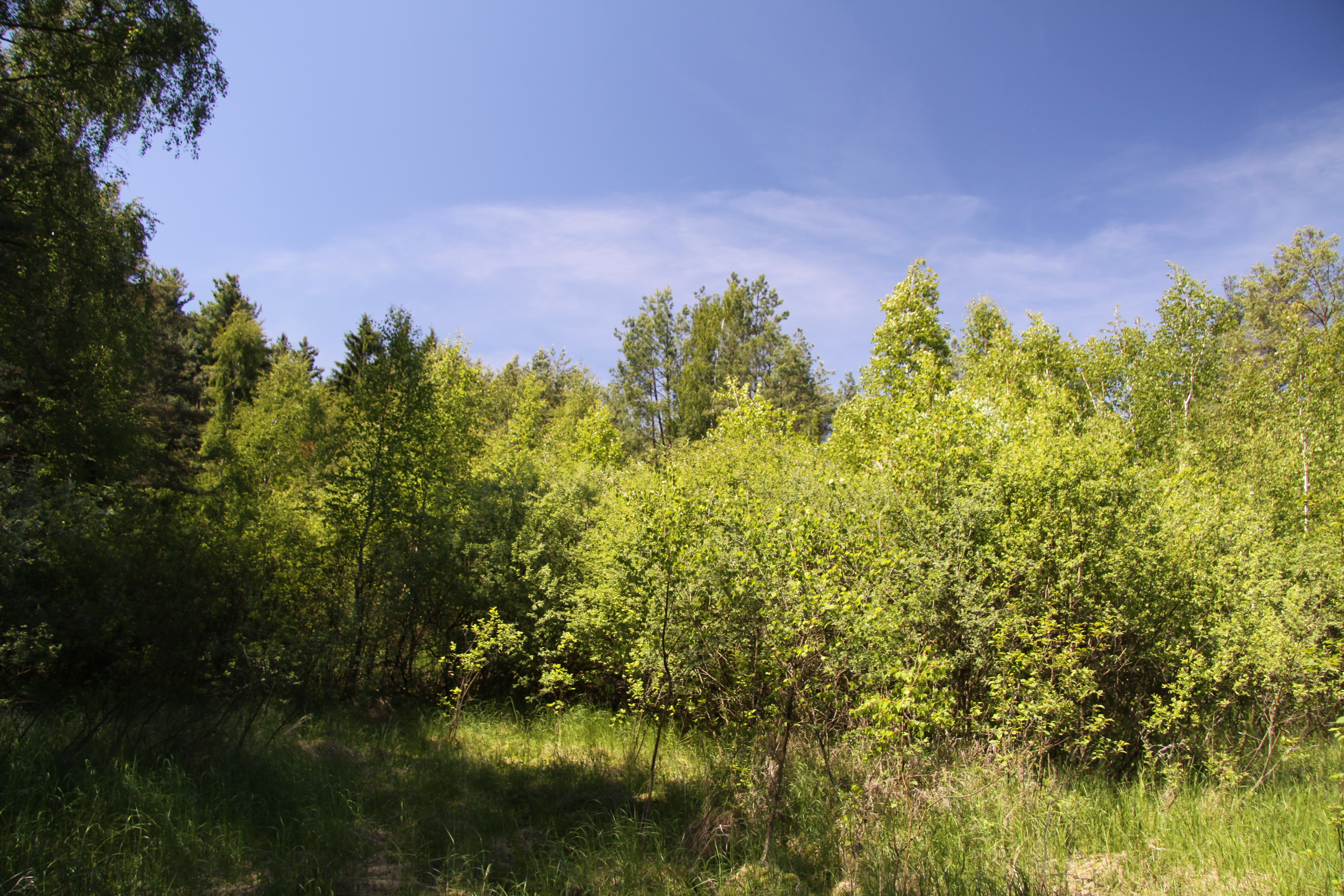
NPP Ruda